# Angecourt
Angecourt és un municipi francès situat al departament de les Ardenes i a la regió del Gran Est. L'any 2007 tenia 335 habitants.

## Demografia

### Població
El 2007 la població de fet d'Angecourt era de 335 persones. Hi havia 148 famílies de les quals 48 eren unipersonals (28 homes vivint sols i 20 dones vivint soles), 48 parelles sense fills, 40 parelles amb fills i 12 famílies monoparentals amb fills.
La població ha evolucionat segons el següent gràfic:
Habitants censats

### Habitatges
El 2007 hi havia 167 habitatges, 152 eren l'habitatge principal de la família, 1 era una segona residència i 14 estaven desocupats. 152 eren cases i 14 eren apartaments. Dels 152 habitatges principals, 123 estaven ocupats pels seus propietaris, 23 estaven llogats i ocupats pels llogaters i 5 estaven cedits a títol gratuït; 3 tenien una cambra, 3 en tenien dues, 11 en tenien tres, 44 en tenien quatre i 90 en tenien cinc o més. 74 habitatges disposaven pel capbaix d'una plaça de pàrquing. A 60 habitatges hi havia un automòbil i a 63 n'hi havia dos o més.

### Piràmide de població
La piràmide de població per edats i sexe el 2009 era:
| Homes | Edats   | Dones |
| ----- | ------- | ----- |
| 0     | 95 o +  | 0     |
| 0     | 90 a 94 | 0     |
| 4     | 85 a 89 | 0     |
| 0     | 80 a 84 | 0     |
| 8     | 75 a 79 | 4     |
| 4     | 70 a 74 | 16    |
| 16    | 65 a 69 | 8     |
| 8     | 60 a 64 | 20    |
| 0     | 55 a 59 | 0     |
| 28    | 50 a 54 | 0     |
| 20    | 45 a 49 | 32    |
| 4     | 40 a 44 | 12    |
| 4     | 35 a 39 | 4     |
| 20    | 30 a 34 | 20    |
| 20    | 25 a 29 | 0     |
| 16    | 20 a 24 | 20    |
| 20    | 15 a 19 | 8     |
| 12    | 10 a 14 | 12    |
| 8     | 5 a 9   | 4     |
| 4     | 0 a 4   | 4     |

## Economia
El 2007 la població en edat de treballar era de 226 persones, 155 eren actives i 71 eren inactives. De les 155 persones actives 138 estaven ocupades (86 homes i 52 dones) i 17 estaven aturades (5 homes i 12 dones). De les 71 persones inactives 20 estaven jubilades, 21 estaven estudiant i 30 estaven classificades com a «altres inactius».

### Ingressos
El 2009 a Angecourt hi havia 161 unitats fiscals que integraven 380 persones, la mediana anual d'ingressos fiscals per persona era de 15.953,5 €.

### Activitats econòmiques
Dels 14 establiments que hi havia el 2007, 3 eren d'empreses de fabricació d'altres productes industrials, 5 d'empreses de construcció, 2 d'empreses de comerç i reparació d'automòbils, 2 d'empreses de transport, 1 d'una empresa immobiliària i 1 d'una empresa classificada com a «altres activitats de serveis».
Dels 2 establiments de servei als particulars que hi havia el 2009, 1 era un paleta i 1 guixaire pintor.
Dels 2 establiments comercials que hi havia el 2009, 1 era una botiga de més de 120 m² i 1 una botiga de roba.
L'any 2000 a Angecourt hi havia 6 explotacions agrícoles.

## Poblacions properes
El següent diagrama mostra les poblacions més properes.